# مايك نوغينت
مايك نوغينت (بالإنجليزية: Mike Nugent)‏ (10 فبراير 1980 في الولايات المتحدة - ) هو لاعب كرة قدم أمريكي في مركز الهجوم. لعب مع شيكاغو فاير ونيويورك ريد بولز.

## وصلات خارجية
- مايك نوغينت على موقع الدوري الأمريكي (الإنجليزية)
- مايك نوغينت على موقع قاعدة بيانات كرة القدم.إي يو (الإنجليزية)
- مايك نوغينت على موقع قاعدة بيانات الكرة الطائرة الشاطئية (الإنجليزية)